# Lyssomanes nigropictus
Lyssomanes nigropictus là một loài nhện trong họ Salticidae.
Loài này thuộc chi Lyssomanes. Lyssomanes nigropictus được Peckham & Wheeler miêu tả năm 1889.